# 纳伊夫·本·阿卜杜勒-阿齐兹·阿勒沙特
纳伊夫·本·阿卜杜勒－阿齐兹·阿勒沙特（阿拉伯语：نايف بن عبد العزيز آل سعود, Nayef bin Abdul-Aziz Al Saud，1934年8月23日—2012年6月16日），是一位沙特阿拉伯政治家。曾任沙特内政大臣兼副首相，以及沙特阿拉伯王储，不過他沒有繼任即病逝。

## 生平
1934年8月23日生于沙特塔伊夫，是阿卜杜勒国王的第23个儿子，他母亲是Hussa Ahmad Al-Sudayri。
1952至1953年，他担任利雅得省的副省长，1953年被任命为省长。不过只担任了一年时间。1970年，他被任命为副内政大臣，1975年升任内政大臣，2009年被立沙特副王储。。
2011年10月27日因为哥哥苏尔坦王储的病逝而当选王储，然而不到8個月，2012年6月16日也跟著病逝。

## 个人生活
纳伊夫有过三次婚姻。他的第一任妻子是Noura Alfarraj Alsubaie，有一个孩子Jawahir，后来他们离婚。他的第二任妻子是Al Jawhara bint Abd al Aziz bin Musaid Al Jiluwi，他们的孩子是Muhammad, Noura, Saud和Sara。
Maha bint Mohammed bin Ahmad al Sudairi是他的另一个妻子，后来离婚，他们的孩子为: Nouf, Nawwaf, Mishail, Hayfa 和 Fahd。

## 逝世
据报道他患有糖尿病、骨質疏鬆症和癌症。
2012年6月16日下午4点，沙特国营电视台报道了他去世的消息。逝世地点是日内瓦。沙特王室于6月17日为他举行了葬礼。他被葬于麦加的Al Adl地区。美国总统奥巴马、法国总统弗朗索瓦·奥朗德、英国外长夏偉林、约旦国王阿卜杜拉二世，以及其他阿拉伯国家的领导人都发出了唁电。
2012年6月18日，因為他的去世，阿卜杜拉国王宣布任命国防大臣穆罕默德·本·沙爾曼（纳伊夫的胞弟）为新一任王储，并担任副首相。